# Hexathelidae
Famille
Les Hexathelidae sont une famille d'araignées mygalomorphes. Elles font partie des araignées à toile-entonnoir ("funnel-web spiders") et constituent une famille proche des Atracidae.  

## Distribution
Les espèces de cette famille se rencontrent en Australie, en Nouvelle-Zélande, au Chili et en Argentine.

## Habitat
Les Hexathelidae sont des araignées terrestres, qui construisent des toiles typiques en forme de tunnel, qu'elles vont tapisser de soie. À l'entrée du terrier, un tapis de fils irréguliers s'étendra tout autour afin de prévenir l'araignée de l'approche d'une proie éventuelle.
Il arrive que plusieurs terriers de mygales soient réunis sur une même aire créant ainsi de véritables colonies.
Les mâles quittent souvent leurs terriers afin d'aller à la recherche de femelles ce qui les conduit parfois à l'intérieur des maisons ou des garages.
Les Hexathelidae sont de véritables fouisseuses, et elles creusent des terriers à même le sol ou dans les troncs d'arbres.
Ces araignées vivent dans des climats tempérés ou subtropicaux, et elles aiment l'humidité. L'urbanisation de la ville à même semble-t-il été accompagnée par l'accroissement de la présence de ces animaux.

## Description

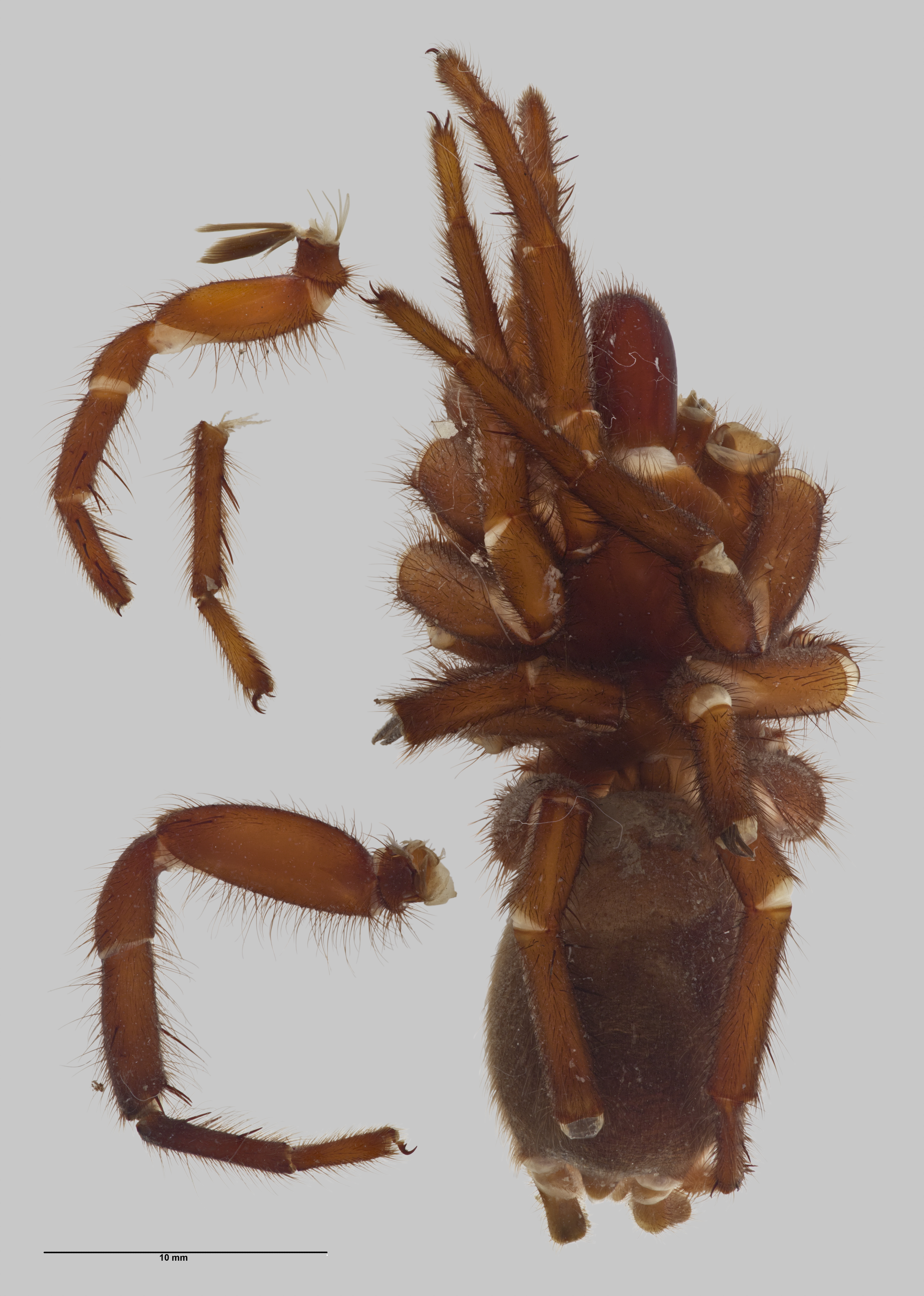
Hexathele pukea

Comme toutes les araignées, elles ont quatre paires de pattes ambulatoires, une paire de pédipalpes (ou pattes « mâchoires »), deux crochets venimeux (chélicères) s'articulant de bas en haut (orthognathe).
Elles ont également les deux paires de poumons sur la face ventrale de l'abdomen.
Les Hexathelidae sont de taille moyenne à grande (entre 2 et 5 cm pour les grandes femelles.
Elles sont de couleurs sombres, pouvant aller du brun ou noir. Le céphalotorax est pratiquement dépourvu de poils ce qui lui donne cet aspect brillant, les yeux sont peu espacés.
L'abdomen est pourvu d'un léger duvet et est généralement de forme ovoïdale.
Les filières sont au nombre de quatre et sont très longues au niveau de la paire supérieure. Mais elles peuvent être courtes chez certaines espèces.
Le labium est généralement pourvu de cuspules et les chélicères sont pourvues d'une rangée de fortes dents.
Il est notable que les tarses des pattes sont dépourvues d'épaisses scopulae.

## Comportement
Elles n'hésitent pas à faire face si elles se sentent menacées ou dérangées. Ce sont de formidables prédateurs, et la puissance de leurs chélicères leur permettent de venir à bout de leurs proies avec une grande facilité.
Elles s'introduisent dans les maisons et cela conduit parfois à des morsures accidentelles, quand l'araignée trouve refuge dans une chaussure par exemple.

## Venimosité
Les Hexathelidae ont un venin neurotoxique qui a la particularité d'être particulièrement virulent chez les primates (l'homme et le singe) alors qu'il sera inoffensif sur un lapin.
Le venin provoquera divers symptômes tels que tachycardie, problèmes respiratoires, crampes musculaires, tout ceci pouvant conduire au décès de la personne mordue. Cependant les cas d'envenimations se terminant ainsi sont rares et un antipoison à base d'anticorps de lapin a été mis au point.

## Paléontologie
Cette famille est connue depuis le Trias.

## Taxinomie
Cette famille rassemble 45 espèces dans sept genres actuels.
Cette famille a vu sa composition modifiée par Hedin, Derkarabetian, Ramírez, Vink et Bond en 2018. Elle a été séparée en quatre les Hexathelidae proprement dit, les Atracidae, les Macrothelidae et les Porrhothelidae.

## Liste des genres
Selon World Spider Catalog (version 19.0, 02/02/2018) :
- Bymainiella Raven, 1978
- Hexathele Ausserer, 1871
- Mediothele Raven & Platnick, 1978
- Paraembolides Raven, 1980
- Plesiothele Raven, 1978
- Scotinoecus Simon, 1892
- Teranodes Raven, 1985

Selon The World Spider Catalog (version 18.5, 2018) :
- †Alioatrax Wunderlich, 2017
- †Rosamygale Selden & Gall, 1992

## Publication originale
- Simon, 1892 : Histoire naturelle des araignées. Paris, vol. 1, p. 1-256 (texte intégral).